# Macroprotodon mauritanicus
La culebra de cogulla (Macroprotodon mauritanicus) es una especie de serpiente de la familia Colubridae.

## Descripción
Ofidio de distribución mediterránea, antiguamente era una subespecie de Macroprotodon cucullatus, llega a medir hasta 66 cm de longitud, presenta collar nucal dividido y una banda postorbital oscura normalmente corta.

## Distribución
Se encuentra por el norte de Argelia y Túnez. Fue introducida en las Islas Baleares en épocas históricas.